# Peter Forsberg
Peter Mattias "Foppa" Forsberg (inglês: [ˈfɔʂːbærj] (escutarⓘ); Örnsköldsvik, 20 de julho de 1973) é um ex-jogador de hóquei no gelo sueco. É um dos 25 jogadores de hóquei a conseguir o ouro triplo, com títulos da Copa Stanley (1996 e 2001 pelo Colorado Avalanche), Campeonato Mundial e Olimpíadas.
Sua carreira profissional de 19 anos inclui 13 anos na National Hockey League, onde conquistou duas  Copas Stanley com o Colorado Avalanche, além de várias homenagens individuais, incluindo o Troféu Memorial Hart em 2003. No final de 2017, ele foi o sétimo maior artilheiro sueco de todos os tempos na temporada regular da NHL. Antes de sua curta temporada de retorno em 2011, Forsberg nunca teve uma classificação, dando a ele uma classificação geral de carreira de +238.
Representando  a Suécia no jogo internacional, Forsberg competiu em quatro Olimpíadas de Inverno, cinco Campeonatos Mundiais de Hóquei no Gelo, bem como dois Campeonatos Mundiais de Hóquei no Gelo Sub-20, onde detém um recorde de pontuação de 31 pontos em sete jogos. Ele ganhou quatro medalhas de ouro com a Suécia em sua carreira, conquistando títulos no Campeonato Mundial de Hóquei no Gelo de 1992 e nos Jogos Olímpicos de Inverno de 1994 e 2006. Combinado com seus dois campeonatos da Copa Stanley na NHL, ele é membro do Triple Gold Club e o único sueco que venceu cada uma das três competições duas vezes. Em 2013, ele foi introduzido no IIHF Hall of Fame, e em 2014, ele foi eleito para o Hockey Hall of Fame.

## Carreira

### Temporadas
| 1989–90        | Modo Hockey Jr.     | SWE Jr.        | 30       | 15       | 12       | 27       | —        | 42       | —   | —  | —   | —   | —   | —   |
| 1989–90        | Modo Hockey         | SHL            | 1        | 0        | 1        | 1        | —        | 4        | —   | —  | —   | —   | —   | —   |
| 1990–91        | Modo Hockey Jr.     | SWE Jr.        | 39       | 38       | 64       | 102      | —        | 56       | —   | —  | —   | —   | —   | —   |
| 1990–91        | Modo Hockey         | SHL            | 23       | 7        | 10       | 17       | —        | 22       | —   | —  | —   | —   | —   | —   |
| 1991–92        | Modo Hockey         | SEL            | 39       | 9        | 18       | 28       | —        | 78       | —   | —  | —   | —   | —   | —   |
| 1992–93        | Modo Hockey Jr.     | SWE Jr.        | 2        | 0        | 3        | 3        | —        | 4        | —   | —  | —   | —   | —   | —   |
| 1992–93        | Modo Hockey         | SHL            | 39       | 23       | 24       | 47       | —        | 92       | 3   | 4  | 1   | 5   | —   | 0   |
| 1993–94        | Modo Hockey         | SHL            | 39       | 18       | 26       | 44       | —        | 82       | 11  | 9  | 7   | 16  | —   | 14  |
| 1994–95        | Modo Hockey         | SHL            | 11       | 5        | 9        | 14       | —        | 20       | —   | —  | —   | —   | —   | —   |
| 1994–95        | Quebec Nordiques    | NHL            | 47       | 15       | 35       | 50       | +17      | 16       | 6   | 2  | 4   | 6   | +2  | 4   |
| 1995–96        | Colorado Avalanche  | NHL            | 82       | 30       | 86       | 116      | +26      | 47       | 22  | 10 | 11  | 21  | +10 | 18  |
| 1996–97        | Colorado Avalanche  | NHL            | 65       | 28       | 58       | 86       | +31      | 73       | 14  | 5  | 12  | 17  | –6  | 10  |
| 1997–98        | Colorado Avalanche  | NHL            | 72       | 25       | 66       | 91       | +6       | 94       | 7   | 6  | 5   | 11  | +3  | 12  |
| 1998–99        | Colorado Avalanche  | NHL            | 78       | 30       | 67       | 97       | +27      | 108      | 19  | 8  | 16  | 24  | +7  | 31  |
| 1999–00        | Colorado Avalanche  | NHL            | 49       | 14       | 37       | 51       | +9       | 52       | 16  | 7  | 8   | 15  | +9  | 12  |
| 2000–01        | Colorado Avalanche  | NHL            | 73       | 27       | 62       | 89       | +23      | 54       | 11  | 4  | 10  | 14  | +5  | 6   |
| 2001–02        | Colorado Avalanche  | NHL            | Afastado | Afastado | Afastado | Afastado | Afastado | Afastado | 20  | 9  | 18  | 27  | +8  | 20  |
| 2002–03        | Colorado Avalanche  | NHL            | 75       | 29       | 77       | 106      | +52      | 70       | 7   | 2  | 6   | 8   | +3  | 6   |
| 2003–04        | Colorado Avalanche  | NHL            | 39       | 18       | 37       | 55       | +16      | 30       | 11  | 4  | 7   | 11  | +6  | 12  |
| 2004–05        | Modo Hockey         | SHL            | 33       | 13       | 26       | 39       | +14      | 88       | 1   | 0  | 0   | 0   | 0   | 2   |
| 2005–06        | Philadelphia Flyers | NHL            | 60       | 19       | 56       | 75       | +21      | 46       | 6   | 4  | 4   | 8   | +2  | 6   |
| 2006–07        | Philadelphia Flyers | NHL            | 40       | 11       | 29       | 40       | +2       | 72       | —   | —  | —   | —   | —   | —   |
| 2006–07        | Nashville Predators | NHL            | 17       | 2        | 13       | 15       | +5       | 16       | 5   | 2  | 2   | 4   | +2  | 12  |
| 2007–08        | Colorado Avalanche  | NHL            | 9        | 1        | 13       | 14       | +7       | 8        | 7   | 1  | 4   | 5   | +3  | 14  |
| 2008–09        | Modo Hockey         | SHL            | 3        | 1        | 2        | 3        | +4       | 0        | —   | —  | —   | —   | —   | —   |
| 2009–10        | Modo Hockey         | SHL            | 23       | 11       | 19       | 30       | +11      | 66       | —   | —  | —   | —   | —   | —   |
| 2010–11        | Colorado Avalanche  | NHL            | 2        | 0        | 0        | 0        | -4       | 4        | —   | —  | —   | —   | —   | —   |
| NHL totals     | NHL totals          | NHL totals     | 708      | 249      | 636      | 885      | +238     | 690      | 151 | 64 | 107 | 171 | +54 | 163 |
| SHL totals     | SHL totals          | SHL totals     | 214      | 88       | 137      | 225      | —        | 452      | 15  | 13 | 8   | 21  | —   | 16  |
| SWE jr. totals | SWE jr. totals      | SWE jr. totals | 71       | 53       | 79       | 132      | —        | 102      | —   | —  | —   | —   | —   | —   |

### Internacional
| Ano                  | Time                 | Evento               | Resultado            |    | GP | G  | A  | Pts | PIM |
| -------------------- | -------------------- | -------------------- | -------------------- | -- | -- | -- | -- | --- | --- |
| 1991                 | Suécia               | EJC                  | 4                    | 6  | 5  | 12 | 17 | 16  |     |
| 1992                 | Suécia               | WJC                  |                      | 7  | 3  | 8  | 11 | 30  |     |
| 1992                 | Suécia               | WC                   |                      | 8  | 4  | 2  | 6  | 6   |     |
| 1993                 | Suécia               | WJC                  |                      | 7  | 7  | 24 | 31 | 8   |     |
| 1993                 | Suécia               | WC                   |                      | 8  | 1  | 1  | 2  | 12  |     |
| 1994                 | Suécia               | Oly                  |                      | 8  | 2  | 6  | 8  | 6   |     |
| 1996                 | Suécia               | WCup                 | SF                   | 4  | 1  | 4  | 5  | 6   |     |
| 1998                 | Suécia               | Oly                  | 5                    | 4  | 1  | 4  | 5  | 6   |     |
| 1998                 | Suécia               | WC                   |                      | 7  | 6  | 5  | 11 | 0   |     |
| 2003                 | Suécia               | WC                   |                      | 8  | 4  | 5  | 9  | 6   |     |
| 2004                 | Suécia               | WC                   |                      | 2  | 0  | 1  | 1  | 2   |     |
| 2004                 | Suécia               | WCup                 | QF                   | 4  | 1  | 2  | 3  | 0   |     |
| 2006                 | Suécia               | Oly                  |                      | 6  | 0  | 6  | 6  | 0   |     |
| 2010                 | Suécia               | Oly                  | 5                    | 4  | 0  | 1  | 1  | 2   |     |
| Senior int'l totals0 | Senior int'l totals0 | Senior int'l totals0 | Senior int'l totals0 | 63 | 20 | 37 | 57 | 46  |     |
| Junior int'l totals0 | Junior int'l totals0 | Junior int'l totals0 | Junior int'l totals0 | 20 | 15 | 44 | 59 | 54  |     |